# Antero Leonardo Canale
Antero Leonardo Canale (Cumiana, 29 novembre 1879 – Cumiana, 12 ottobre 1959) è stato un generale italiano, appartenente all'arma di fanteria, corpo degli alpini, che partecipò alla Guerra italo-turca e alla prima guerra mondiale. Durante il corso della seconda guerra mondiale fu comandante della Difesa territoriale di Milano (1941-1943), e dopo l'armistizio dell'8 settembre 1943 fu internato dai tedeschi in Polonia, rimanendovi fino al 1945. Decorato con la Croce di Cavaliere dell'Ordine militare di Savoia e con due Medaglie d'argento al valor militare.

## Biografia
Nacque a Cumiana, in provincia di Torino, il 29 novembre 1879 figlio di Michele. Dopo aver frequentato il Collegio militare di Milano nel 1896 si arruolò nel Regio Esercito, entrando come Allievo ufficiale nella Regia Accademia Militare di Fanteria e Cavalleria di Modena, da cui uscì con il grado di sottotenente dell'arma di fanteria il 19 settembre 1899, assegnato in servizio di prima nomina al 41º Reggimento fanteria "Modena". Promosso tenente, nel 1902 entrò nel corpo degli alpini in forza al 3º Reggimento, venendo successivamente promosso capitano ed assegnato al 4º Reggimento.
Tra il 1911 e il 1912 partecipò alla guerra di Libia. All'inizio della grande guerra fu destinato ad operare come Ufficiale di Stato maggiore presso un comando di Corpo d'armata. Tra il maggio 1915 e il maggio 1917 fu ufficiale superiore addetto ai servizi logistici, ricoprendo poi l'incarico di Sottocapo di Stato maggiore presso il comando del Corpo d'armata di stanza sul Carso. Divenuto tenente colonnello, ricoprì l'incarico di Capo di stato maggiore della 33ª Divisione, dopo l'esito negativo della battaglia di Caporetto si distinse in un Corpo Speciale di copertura durante la fasi di ripiegamento dapprima sul fiume Tagliamento, e poi sul Piave. Il 9 novembre del 1917 si distinse in un duro combattimento contro il nemico a Conegliano Veneto, venendo decorato con una Medaglia d'argento al valor militare.
Terminata la guerra, e divenuto colonnello, nel 1919 passò in servizio di Stato maggiore, ed assunse il comando del settore di Udine e dal 16 luglio 1920 divenne Capo di stato maggiore della Divisione territoriale di Treviso. Ricoprì tale incarico sino al 15 giugno 1926, quando assunse il comando del 33º Reggimento fanteria "Livorno", a Cuneo.
Dopo il comando del 33º Reggimento fanteria, il 28 novembre 1928 passò in servizio effettivo al Corpo d'armata di Bologna ma a disposizione, per incarichi speciali, del Ministero della guerra a Roma, dove rimase sino al 15 marzo 1929, quando tornò a Bologna quale Capo di stato maggiore del Corpo d'armata di quella città.
Il 1º gennaio 1933 fu promosso generale di brigata e nominato comandante della 1ª Brigata alpina "Taurinense" a Torino. Dal 1º settembre 1934 tornò a Roma in servizio presso il Ministero della guerra, per incarichi speciali. In seguito ebbe le funzioni di Ispettore generale leva sottufficiali e truppa.
Cessato l'incarico predetto, dal 26 aprile 1936 svolse le funzioni di Ispettore delle truppe alpine sino al 9 settembre 1937, quando fu assegnato quale comandante della Divisione "del Monviso" a Cuneo, poi, dal 24 maggio 1939, rinominata 4ª Divisione fanteria "Livorno". Nel frattempo era stato promosso al grado di generale di divisione (anzianità 1º gennaio 1937) e fu collocato fuori quadro il 29 novembre 1939, col compimento dei 60 anni d'età.
Richiamato in servizio quale generale di corpo d'armata (anzianità riconosciuta 19 luglio 1939) e posto a disposizione del Capo di stato maggiore del Regio Esercito, dal 1º marzo 1940 al 9 giugno dello stesso anno, fu posto al comando del XVI Corpo d'armata a Milano, di nuova costituzione.
Richiamato a Roma presso il Ministero della guerra, rientrò a Milano il 10 dicembre 1941 per assumervi il comando della Difesa territoriale locale per rimanervi sino al 23 luglio 1943, quando sostituito dal generale di divisione Vittorio Ruggero, raggiunse ancora il Ministero della guerra a Roma.
Sottrattosi alla cattura nei giorni seguenti all'armistizio dell'8 settembre 1943, fu poi catturato dai tedeschi a Torno (Como) il successivo 15 settembre. Internato presso il campo di concentramento a Posen, poi a Norimberga e infine nella fortezza di Thorn. Il 21 luglio 1945 venne liberato
dall'Armata rossa e rimpatriò in Italia. Dopo di allora si ritirò nella sua Cumiana a vita privata ed ivi si spense la mattina del 12 ottobre 1959, a quasi ottant'anni d'età. Risultava tra i soci fondatori dell'Associazione Nazionale Alpini.

### Fonti
1. ↑  Bianchi 2012, p. 45.
2. 1 2 3 4 5 6 7 8  Bianchi 2012, p. 46.
3. ↑   Bollettino ufficiale delle nomine, promozioni e destinazioni negli ufficiali e sottufficiali del R. esercito italiano e nel personale dell'amministrazione militare, 1915,  p. 2747. URL consultato il 24 ottobre 2019.
4. 1 2 3 4 5 6 7 8  Bianchi 2012, p. 47.
5. ↑  Sito web del Quirinale: dettaglio decorato.
6. ↑   Bollettino ufficiale delle nomine, promozioni e destinazioni negli ufficiali e sottufficiali del R. esercito italiano e nel personale dell'amministrazione militare, 1936,  p. 2107. URL consultato il 24 ottobre 2019.
7. ↑  Supplemento ordinario alla Gazzetta Ufficiale del Regno d'Italia n. 178 del 30 luglio 1941, pag. 22.
8. ↑  Gazzetta Ufficiale del Regno d'Italia n. 86 del 13 luglio 1936, pag. 1377.